# Tricyphona (Tricyphona) furcata
Tricyphona (Tricyphona) furcata is een tweevleugelige uit de familie Pediciidae. De soort komt voor in het Australaziatisch gebied.